# 紀元前727年
紀元前727年（きげんぜん727ねん）は、西暦（ローマ暦）による年。紀元前1世紀の共和政ローマ末期以降の古代ローマにおいては、ローマ建国紀元27年として知られていた。紀年法として西暦（キリスト紀元）がヨーロッパで広く普及した中世時代初期以降、この年は紀元前727年と表記されるのが一般的となった。

## 他の紀年法
- 干支 : 甲寅
- 中国
  - 周 - 平王44年
  - 魯 - 恵公42年
  - 斉 - 釐公4年
  - 晋 - 孝侯13年
  - 秦 - 文公39年
  - 楚 - 武王14年
  - 宋 - 穆公2年
  - 衛 - 桓公8年
  - 陳 - 桓公18年
  - 蔡 - 宣侯23年
  - 曹 - 桓公30年
  - 鄭 - 荘公17年
  - 燕 - 繆侯2年
- 朝鮮
  - 檀紀1607年
- ユダヤ暦 : 3034年 - 3035年

## できごと
- この頃、エジプト第24王朝成立（ - 紀元前715年頃）。リビア人の首長テフナクト即位（ - 紀元前720年頃）：下エジプトのサイスを中心に支配。第25王朝のピイ（ピアンキ）と対立。
- この頃、アッシリア王ティグラト・ピレセル3世死去、シャルマネセル5世が即位（ - 紀元前722年）。

## 死去
- ティグラト・ピレセル3世